# Nakło nad Notecią
Nakło nad Notecią (polsk udtale: [ˈnakwɔ ˌnad nɔˈtɛt͡ɕɔ̃]; tysk: Nakel an der Netze) er en by i det nordlige Polen ved floden Noteć
i voivodskabet Kujawsko-pomorskie og har 17.620(2021) indbyggere, og et areal på 10.62 km². Den er hjemsted for powiat Nakło. Den ligger i den etnokulturelle region of Krajna omkring 30 km vest for Bydgoszcz (Bromberg).